# Raymond Frey
Pour les articles homonymes, voir Frey.
Raymond Frey est un footballeur français, né le 29 juillet 1952 à Toulouse dans la Haute-Garonne. Il évolue au poste de gardien de but du début des années 1970 au début des années 1980. Il fait l'essentiel de sa carrière au FC Tours.
Il est le fils d'André Frey, originaire de Moselle, international français après la Seconde Guerre mondiale. Il est le père du gardien de but international Sébastien Frey et du défenseur Nicolas Frey.

## Biographie
Arrivé à Saint-Nazaire à l'âge de deux ans, Raymond Frey débute dans le football à l'Union Mean Penhoët où son père, l'international André Frey, est entraîneur depuis 1954, notamment de l'école de football qu'il a créée. Raymond Frey fait partie de la promotion des « Espoirs de l'Ouest 1967 », laquelle est composée de cinquante joueurs de la catégorie minimes issus de clubs de la Ligue de l'Ouest. Il poursuit ensuite sa formation parmi les équipes de jeunes du FC Nantes. 
Après seize années passées en Bretagne, il prend la direction de l'AS Angoulême. En juillet 1970, il part pour le SO Mazamet, en division 3, où il reste deux saisons. En juillet 1972, âgé de 20 ans, il signe au ROS Menton, vice-champion de France de division 3 1971-72 et équipe phare du sud-est de la France à l'époque. Il y sera deuxième gardien. En 1974-75, il joue au Paris FC, relégué de Division 1 lors de la saison 1973-74. Le club parisien est redevenu amateur en Division 2. Dominique Contarin est titulaire, Robert Schmitt son second alors que Raymond Frey est le troisième gardien, évoluant donc en réserve 3 et parfois en réserve 2. Le 27 novembre 1974, le Paris FC fait appel à l'expérimenté Paul Orsatti, en rupture avec l'US Toulouse. Quatrième gardien numériquement, Orsatti devient finalement titulaire.
Le Paris FC est en deuil lorsque Dominique Contarin décède accidentellement le 11 avril 1975,. Début 1975-76, Raymond Frey, troisième gardien du Paris FC derrière Orsatti et Schmitt, fait des essais à Dunkerque et Marseille. Le FC Tours, club de Division 2, le met à l'essai le 30 septembre 1975 contre le Paris SG en match amical. Cet essai s'avère concluant et il signe au FC Tours, le 13 octobre 1975. Il débute avec le club tourangeau le 21 décembre face à Poissy en Coupe de France. Sa carrière prend enfin de la hauteur lorsque, ayant supplanté le titulaire Juan Medina, il joue son premier match de Division 2 le 17 janvier 1976 à domicile contre le FC Lorient. Il évolue comme titulaire la seconde partie de la saison 1975-76.
Il joue ensuite l'intégralité de 1976-77 où le FC Tours termine troisième du groupe B de Division 2. Le 30 avril 1977 face à l'US Nœux-les-Mines, l'entraîneur tourangeau Pierre Phelipon ne tarit une nouvelle fois pas d'éloges au sujet de Raymond Frey : « Celui-ci nous a sorti une partie terrible... », dit-il, l'intéressé répondant : « Ça m'arrive tout de même ! ». À l'issue de la saison, Raymond Frey est l'un des cinq meilleurs gardiens de Division 2 au classement des étoiles de France Football, en compagnie de Jean-Michel Godart (Nœux-les-Mines), Marc Duval (SC Toulon), Eugène Battmann (SR Saint-Dié) et Alain Palma (AS Béziers). À ce même classement, il est le meilleur tourangeau de l'année avec l'attaquant marocain Larbi Othmani. 
Raymond Frey est à nouveau titulaire en 1977-78 quand le FC Tours termine cinquième du groupe B et finit meilleur club amateur pour la deuxième saison consécutive. Le club tourangeau est leader de son groupe durant presque toute la période des matches allers. Néanmoins, lorsque le FC Tours passe professionnel en juin 1978, il engage un autre gardien, Jean-Noël Dusé. Raymond Frey, qui avait resigné, se retrouve deuxième gardien dès le début de la saison. Il démissionne ensuite alors que le championnat vient de reprendre  mais finit par rester au club tourangeau. Il n'est maintenant plus que troisième gardien derrière Miguel Pérez. Celui-ci joue neuf matches de Division 4 mais ses déboires judiciaires entraînent le retour comme deuxième gardien de Raymond Frey, qui joue le restant de la saison en Division 4 (champion du groupe E, accession à la Division 3). 
En 1979-80, il retrouve la Division 2 avec le promu du CS Thonon. Il entre en concurrence avec le titulaire de la saison précédente, Archange Pastrello. Raymond Frey devient titulaire et, sans jouer tous les matches, ses performances de haut niveau lui valent cinq étoiles lors de deux rencontres de la saison dans France Football. Il est un pilier de l'équipe de Thonon qui décroche une étonnante quatrième place dans le groupe B. En 1980-81, Thonon recrute le gardien Frédéric Dobrage. Raymond Frey prend la route de l'AS Béziers, toujours en Division 2, pour y aussi finir à la quatrième place du groupe A après avoir parfois occupé une place de barragiste à l'accession, abdiquant pratiquement toute ambition après une défaite à Toulouse à six journées de la fin. Peu avant cette rencontre, Raymond Frey se retrouve évincé de l'équipe première par son entraîneur et ne mache pas ses mots le concernant : « Je suis très déçu par le comportement de Pelletier à mon égard, qui ne m'a donné aucun motif valable pour  justifier sa décision. De ce fait, j'ai décidé de quitter Béziers, à regret, où je me plaisais pourtant beaucoup »
En juillet 1981, il quitte Béziers et le haut niveau pour signer à Vence, près de Nice, et y amorcer sa reconversion avant de s'installer à Carros dans les Alpes-Maritimes où il vit encore aujourd'hui.

## Statistiques officielles avec le FC Tours
- 1975-76 - 17 matches de Division 2 ; 2 matches de Coupe de France.
- 1976-77 - 34 matches de Division 2 ; 2 matches de Coupe de France.
- 1977-78 - 32 matches de Division 2 ; 5 matches de Coupe de France.
- 1978-79 - 17 matches de Division 4 ; 3 matches de poule finale de Division 4[15].